# Espectroscòpia de raigs X per dispersió d'energia

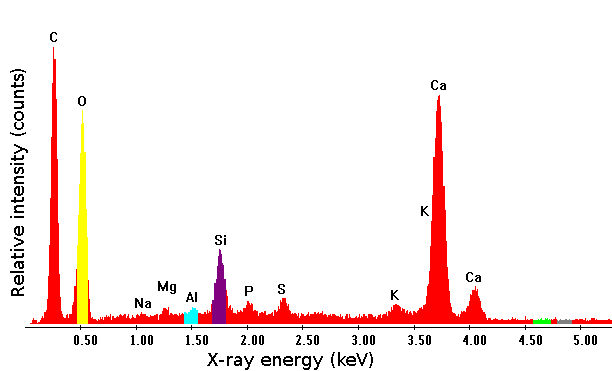
Espectre EDX d'una llavor de gallaret on s'hi pot veure la seva composició elemental.
En l'eix X es mostra l'energia dels raigs X emesos i en l'eix Y la intensitat relativa.

L'espectroscòpia de raigs X per dispersió d'energia (EDS, EDX o EDXS, de l'anglès Energy-dispersive X-ray spectroscopy), és una tècnica analítica d'espectroscòpia utilitzada per a l'anàlisi elemental o caracterització química d’una mostra. Es basa en la interacció d'alguna font d'excitació de raigs X i una mostra. Les seves capacitats de caracterització es deuen en el principi fonamental de que cada element té una estructura atòmica única que permet obtenir un conjunt únic de pics en el seu espectre d'emissió. Les posicions màximes de l'espectre es poden predir mitjançant la llei de Moseley.
Per estimular l'emissió de raigs X característics de la mostra analitzada s'hi focalitza un feix d'electrons. En repòs, qualsevol àtom que forma la mostra conté electrons en l'estat fonamental o no excitats en uns nivells d’energia discrets en els orbitals electrònics lligats al nucli atòmic. El feix incident pot excitar un d'aquests electrons que es trobi en una capa interna, expulsant-la de la capa mentre genera un forat electrònic en el nivell on es trobava l'electró. Un electró d’una capa externa amb una energia més alta omple llavors el forat, per tal de minimitzar la seva energia. La diferència d’energia entre la capa d’energia superior i la capa d’energia inferior es pot alliberar en forma de raigs X. El nombre i l'energia dels rajos X emesos per un exemplar es poden mesurar mitjançant un espectròmetre de dispersió d'energia. Com que l'energia dels rajos X és depèn de la diferència d’energia entre els dos nivells electrònics serà característica de l'estructura atòmica de l'element emissor, podent doncs mitjançant aquesta tècnica mesurar la composició elemental d'una mostra determinada.